# بریج‌ویل (دلاور)
بریج‌ویل، دلاور (به انگلیسی: Bridgeville, Delaware) یک سکونتگاه مسکونی در ایالات متحده آمریکا با جمعیت ۲٬۰۴۸ نفر است که در دلاویر واقع شده‌است.